# Hasse et Tage

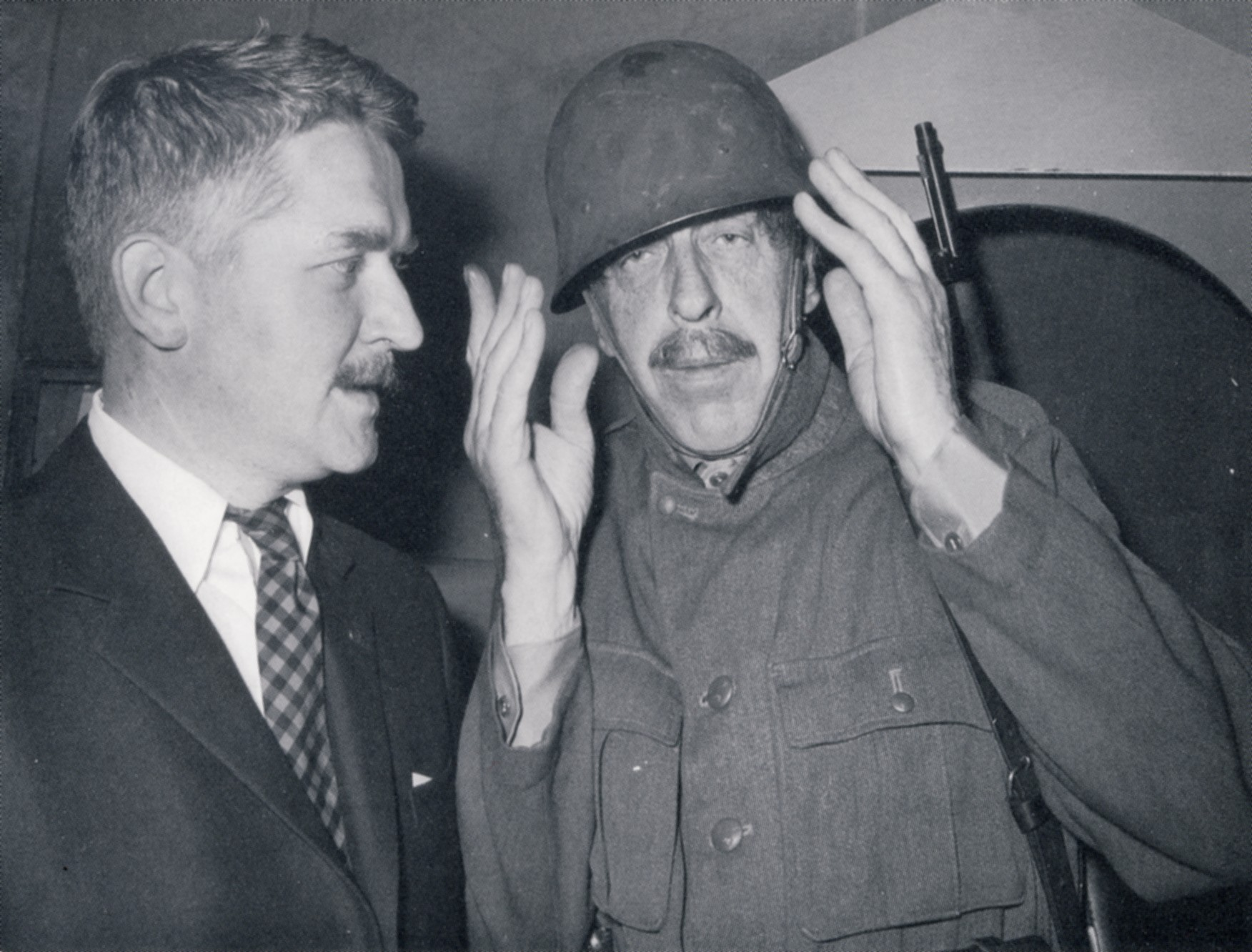
Hasse Alfredson (à gauche) et Tage Danielsson lors de leur spectacle Å vilken härlig fred en 1966, dont les recettes étaient intégralement reversés à Amnesty International.

Hasse et Tage, également connu sous les noms Hasseåtage ou AB Svenska Ord, est un duo comique suédois composé de Hans Alfredson et Tage Danielsson. Actif du début des années 1960 au début des années 1980, ils sont auteurs de plusieurs sketchs, spectacles et films.

## Spectacles
- 1959 : Doktor Kotte slår till eller Siv Olson
- 1962 : Gröna Hund på Gröna Lund
- 1963 : Hålligång på Berns
- 1963 : Konstgjorda Pompe
- 1964 : Gula Hund
- 1966 : Å vilken härlig fred
- 1966–1967 : Lådan
- 1969 : Spader, Madame!
- 1970 : 88-öresrevyn
- 1973 : Glaset i örat
- 1976 : Svea Hund på Göta Lejon
- 1979–1980 : Under dubbelgöken
- 1982 : Fröken Fleggmans mustasch

## Filmographie
- 1964 : Svenska bilder
- 1965 : Att angöra en brygga
- 1968 : I huvet på en gammal gubbe
- 1969 : Herkules Jonssons storverk
- 1971 : Äppelkriget
- 1972 : Mannen som slutade röka
- 1973 : Kvartetten som sprängdes (série télévisée)
- 1975 : Ägget är löst!
- 1975 : Släpp fångarne loss, det är vår!
- 1975 : Sagan om Karl-Bertil Jonssons julafton (court-métrage)
- 1978 : Les Folles Aventures de Picasso
- 1981 : Sopor
- 1982 : L'Assassin candide
- 1983 : P&B
- 1984 : Ronja Rövardotter
- 1985 : Falsk som vatten
- 1987 : Jim och piraterna Blom
- 1988 : Vargens tid